# Campionato africano maschile di pallavolo 2023
Il campionato africano maschile di pallavolo 2023 si è svolto dal 3 al 13 settembre 2023 a Il Cairo, in Egitto: al torneo hanno partecipato quindici squadre nazionali africane e la vittoria finale è andata per la nona volta all'Egitto.

## Impianti
|                                                                                   |  |  |
|                                                                                   |  |  |
| Stadio internazionale del Cairo Città: Il Cairo Capienza: - Anno d'apertura: 1991 |  |  |

## Regolamento

### Formula
La formula ha previsto:
- Fase a gironi, disputata con girone all'italiana: tutte le squadre hanno acceduto agli ottavi di finale per il primo posto.
- Fase finale, disputata con:
  - Fase finale per il primo posto, giocata con ottavi di finale, quarti di finale, semifinali, finale per il terzo posto e finale; le sconfitte agli ottavi di finale per il primo posto hanno acceduto ai quarti di finale per il nono posto mentre le sconfitte ai quarti di finale per il primo posto hanno acceduto alle semifinali per il quinto posto.
  - Fase finale per il quinto posto, giocata con semifinali, finale per il settimo posto e finale per il quinto posto.
  - Fase finale per il nono posto, giocata con quarti di finali, semifinali, finale per l'undicesimo posto e finale per il nono posto; le sconfitte ai quarti di finale per il nono posto hanno acceduto alle semifinali per il tredicesimo posto.
  - Fase finale per il tredicesimo posto, giocata con semifinali e finale per il tredicesimo posto.

### Criteri di classifica
Se il risultato finale è stato di 3-0 o 3-1 sono stati assegnati 3 punti alla squadra vincente e 0 a quella sconfitta, se il risultato finale è stato di 3-2 sono stati assegnati 2 punti alla squadra vincente e 1 a quella sconfitta.
L'ordine del posizionamento in classifica è stato definito in base a:
- Numero di partite vinte;
- Punti;
- Ratio dei set vinti/persi;
- Ratio dei punti realizzati/subiti;
- Risultati degli scontri diretti.

## Squadre partecipanti
| Squadra  | Qualificazione      | Ultima partecipazione |
| -------- | ------------------- | --------------------- |
| Algeria  | -                   | Tunisia 2019          |
| Burundi  | -                   | Ruanda 2021           |
| Camerun  | -                   | Ruanda 2021           |
| Ciad     | -                   | Tunisia 2019          |
| Egitto   | Pease organizzatore | Ruanda 2021           |
| Gambia   | -                   | Debutto               |
| Ghana    | -                   | Egitto 2017           |
| Kenya    | -                   | Ruanda 2021           |
| Libia    | -                   | Egitto 2017           |
| Mali     | -                   | Ruanda 2021           |
| Marocco  | -                   | Ruanda 2021           |
| Ruanda   | -                   | Ruanda 2021           |
| Senegal  | -                   | Nigeria 1997          |
| Tanzania | -                   | Ruanda 2021           |
| Tunisia  | -                   | Ruanda 2021           |

## Torneo

### Fase a gironi
I gironi sono stati sorteggiati il 2 settembre 2023.
| Girone A | Girone B | Girone C | Girone D |
| -------- | -------- | -------- | -------- |
| Algeria  | Ciad     | Camerun  | Gambia   |
| Burundi  | Mali     | Ghana    | Marocco  |
| Egitto   | Tanzania | Kenya    | Ruanda   |
| -        | Tunisia  | Libia    | Senegal  |

#### Girone A

##### Risultati
| 3 settembre 2023 Stadio internazionale del Cairo, Il Cairo Durata: 0h:56 - Spettatori: ? | Egitto  | 3 - 0 | Burundi | 25-11, 25-8, 25-10  |
| 5 settembre 2023 Stadio internazionale del Cairo, Il Cairo Durata: 0h:50 - Spettatori: ? | Burundi | 0 - 3 | Algeria | 10-25, 9-25, 18-25  |
| 6 settembre 2023 Stadio internazionale del Cairo, Il Cairo Durata: 1h:23 - Spettatori: ? | Algeria | 3 - 0 | Egitto  | 25-21, 25-22, 25-19 |

##### Classifica
| Pos. | Squadra | Pt | G | V | P | SV | SP | Ratio | PF  | PS  | Ratio |
| ---- | ------- | -- | - | - | - | -- | -- | ----- | --- | --- | ----- |
| 1.   | Algeria | 6  | 2 | 2 | 0 | 6  | 0  | MAX   | 150 | 99  | 1,515 |
| 2.   | Egitto  | 3  | 2 | 1 | 1 | 3  | 3  | 1,000 | 137 | 104 | 1,317 |
| 3.   | Burundi | 0  | 2 | 0 | 2 | 0  | 6  | 0,000 | 66  | 150 | 0,440 |

      Qualificata alla fase finale per il primo posto.

#### Girone B

##### Risultati
| 4 settembre 2023 Stadio internazionale del Cairo, Il Cairo Durata: 0h:49 - Spettatori: ? | Tunisia  | 3 - 0 | Mali     | 25-8, 25-14, 25-7          |
| 4 settembre 2023 Stadio internazionale del Cairo, Il Cairo Durata: 1h:27 - Spettatori: ? | Ciad     | 3 - 0 | Tanzania | 25-19, 33-31, 25-23        |
| 5 settembre 2023 Stadio internazionale del Cairo, Il Cairo Durata: 1h:37 - Spettatori: ? | Mali     | 1 - 3 | Tanzania | 18-25, 22-25, 25-17, 24-26 |
| 5 settembre 2023 Stadio internazionale del Cairo, Il Cairo Durata: 0h:58 - Spettatori: ? | Tunisia  | 3 - 0 | Ciad     | 25-10, 25-10, 25-19        |
| 6 settembre 2023 Stadio internazionale del Cairo, Il Cairo Durata: 1h:07 - Spettatori: ? | Ciad     | 3 - 0 | Mali     | 26-24, 25-17, 25-19        |
| 6 settembre 2023 Stadio internazionale del Cairo, Il Cairo Durata: 1h:03 - Spettatori: ? | Tanzania | 0 - 3 | Tunisia  | 10-25, 13-25, 17-25        |

##### Classifica
| Pos. | Squadra  | Pt | G | V | P | SV | SP | Ratio | PF  | PS  | Ratio |
| ---- | -------- | -- | - | - | - | -- | -- | ----- | --- | --- | ----- |
| 1.   | Tunisia  | 9  | 3 | 3 | 0 | 9  | 0  | MAX   | 225 | 108 | 2,083 |
| 2.   | Ciad     | 6  | 3 | 2 | 1 | 6  | 3  | 2,000 | 198 | 208 | 0,951 |
| 3.   | Tanzania | 3  | 3 | 1 | 2 | 3  | 7  | 0,428 | 206 | 247 | 0,834 |
| 4.   | Mali     | 0  | 3 | 0 | 3 | 1  | 9  | 0,111 | 178 | 244 | 0,729 |

      Qualificata alla fase finale per il primo posto.

#### Girone C

##### Risultati
| 4 settembre 2023 Stadio internazionale del Cairo, Il Cairo Durata: 1h:18 - Spettatori: ? | Libia   | 3 - 1 | Ghana   | 25-23, 18-25, 25-15, 25-20        |
| 4 settembre 2023 Stadio internazionale del Cairo, Il Cairo Durata: 1h:46 - Spettatori: ? | Kenya   | 1 - 3 | Camerun | 22-25, 20-25, 26-24, 17-25        |
| 5 settembre 2023 Stadio internazionale del Cairo, Il Cairo Durata: 1h:04 - Spettatori: ? | Ghana   | 0 - 3 | Camerun | 19-25, 17-25, 19-25               |
| 5 settembre 2023 Stadio internazionale del Cairo, Il Cairo Durata: 1h:20 - Spettatori: ? | Libia   | 3 - 0 | Kenya   | 25-23, 25-22, 25-12               |
| 6 settembre 2023 Stadio internazionale del Cairo, Il Cairo Durata: 1h:54 - Spettatori: ? | Kenya   | 3 - 2 | Ghana   | 23-25, 25-21, 16-25, 25-17, 15-11 |
| 6 settembre 2023 Stadio internazionale del Cairo, Il Cairo Durata: 2h:03 - Spettatori: ? | Camerun | 1 - 3 | Libia   | 25-27, 22-25, 25-20, 23-25        |

##### Classifica
| Pos. | Squadra | Pt | G | V | P | SV | SP | Ratio | PF  | PS  | Ratio |
| ---- | ------- | -- | - | - | - | -- | -- | ----- | --- | --- | ----- |
| 1.   | Libia   | 9  | 3 | 3 | 0 | 9  | 2  | 4,500 | 265 | 235 | 1,127 |
| 2.   | Camerun | 6  | 3 | 2 | 1 | 7  | 4  | 1.750 | 269 | 237 | 1,135 |
| 3.   | Kenya   | 2  | 3 | 1 | 2 | 4  | 8  | 0,500 | 246 | 273 | 0,901 |
| 4.   | Ghana   | 1  | 3 | 0 | 3 | 3  | 9  | 0,333 | 237 | 272 | 0,871 |

      Qualificata alla fase finale per il primo posto.

#### Girone D

##### Risultati
| 4 settembre 2023 Stadio internazionale del Cairo, Il Cairo Durata: ? - Spettatori: ?     | Marocco | 3 - 0 | Ruanda  | 25-17, 25-18, 26-24               |
| 5 settembre 2023 Stadio internazionale del Cairo, Il Cairo Durata: 1h:35 - Spettatori: ? | Gambia  | 1 - 3 | Ruanda  | 11-25, 11-25, 25-20, 24-26        |
| 5 settembre 2023 Stadio internazionale del Cairo, Il Cairo Durata: 1h:09 - Spettatori: ? | Senegal | 0 - 3 | Marocco | 17-25, 21-25, 12-25               |
| 6 settembre 2023 Stadio internazionale del Cairo, Il Cairo Durata: 1h:14 - Spettatori: ? | Marocco | 3 - 0 | Gambia  | 25-20, 25-23, 25-15               |
| 6 settembre 2023 Stadio internazionale del Cairo, Il Cairo Durata: 1h:06 - Spettatori: ? | Ruanda  | 3 - 0 | Senegal | 25-21, 25-16, 25-17               |
| 7 settembre 2023 Stadio internazionale del Cairo, Il Cairo Durata: 1h:54 - Spettatori: ? | Senegal | 2 - 3 | Gambia  | 25-22, 14-25, 19-25, 27-25, 13-15 |

##### Classifica
| Pos. | Squadra | Pt | G | V | P | SV | SP | Ratio | PF  | PS  | Ratio |
| ---- | ------- | -- | - | - | - | -- | -- | ----- | --- | --- | ----- |
| 1.   | Marocco | 9  | 3 | 3 | 0 | 9  | 0  | MAX   | 226 | 167 | 1,353 |
| 2.   | Ruanda  | 6  | 3 | 2 | 1 | 6  | 4  | 1,500 | 230 | 201 | 1,144 |
| 3.   | Gambia  | 4  | 3 | 1 | 2 | 4  | 8  | 0.500 | 241 | 269 | 0,895 |
| 4.   | Senegal | 2  | 3 | 0 | 3 | 2  | 9  | 0.222 | 202 | 262 | 0,770 |

      Qualificata alla fase finale per il primo posto.

### Fase finale

#### Finale 1º e 3º posto
|  | Ottavi di finale | Ottavi di finale | Ottavi di finale |  |  | Quarti di finale | Quarti di finale | Quarti di finale |         |   | Semifinali | Semifinali | Semifinali |        |   | Finale          | Finale          | Finale          |  |
|  |                  |                  |                  |  |  |                  |                  |                  |         |   |            |            |            |        |   |                 |                 |                 |  |
|  | 1A               | Algeria          | 3                |  |  |                  |                  |                  |         |   |            |            |            |        |   |                 |                 |                 |  |
|  | 4C               | Ghana            | 0                |  |  | 1A               | Algeria          | 3                |         |   |            |            |            |        |   |                 |                 |                 |  |
|  | 2D               | Ruanda           | 3                |  |  | 2D               | Ruanda           | 0                |         |   |            |            |            |        |   |                 |                 |                 |  |
|  | 3B               | Tanzania         | 1                |  |  |                  |                  |                  |         |   | 1A         | Algeria    | 3          |        |   |                 |                 |                 |  |
|  | 1C               | Libia            | -                |  |  |                  |                  | 1C               | Libia   | 2 |            |            |            |        |   |                 |                 |                 |  |
|  | -                | Bye              | -                |  |  | 1C               | Libia            | 3                |         |   |            |            |            |        |   |                 |                 |                 |  |
|  | 2B               | Ciad             | 3                |  |  | 2B               | Ciad             | 0                |         |   |            |            |            |        |   |                 |                 |                 |  |
|  | 3D               | Gambia           | 1                |  |  |                  |                  |                  |         |   | 1A         | Algeria    | 1          |        |   |                 |                 |                 |  |
|  | 1D               | Marocco          | 3                |  |  |                  |                  |                  |         |   |            |            | 2A         | Egitto | 3 |                 |                 |                 |  |
|  | 4B               | Mali             | 0                |  |  | 1D               | Marocco          | 0                |         |   |            |            |            |        |   |                 |                 |                 |  |
|  | 2A               | Egitto           | 3                |  |  | 2A               | Egitto           | 3                |         |   |            |            |            |        |   |                 |                 |                 |  |
|  | 3C               | Kenya            | 0                |  |  |                  |                  |                  |         |   | 2A         | Egitto     | 3          |        |   | Finale 3º posto | Finale 3º posto | Finale 3º posto |  |
|  | 1B               | Tunisia          | 3                |  |  |                  |                  | 2C               | Camerun | 1 |            |            |            |        |   |                 |                 |                 |  |
|  | 4D               | Senegal          | 0                |  |  | 1B               | Tunisia          | 1                |         |   |            |            |            |        |   | 1C              | Libia           | 3               |  |
|  | 2C               | Camerun          | 3                |  |  | 2C               | Camerun          | 3                |         |   | 2C         | Camerun    | 1          |        |   |                 |                 |                 |  |
|  | 3A               | Burundi          | 0                |  |  |                  |                  |                  |         |   |            |            |            |        |   |                 |                 |                 |  |

##### Ottavi di finale
| 8 settembre 2023 Stadio internazionale del Cairo, Il Cairo Durata: 1h:43 - Spettatori: ? | Ruanda  | 3 - 1 | Tanzania | 25-22, 27-29, 25-21, 25-12 |
| 8 settembre 2023 Stadio internazionale del Cairo, Il Cairo Durata: 0h:54 - Spettatori: ? | Camerun | 3 - 0 | Burundi  | 25-14, 25-14, 25-13        |
| 8 settembre 2023 Stadio internazionale del Cairo, Il Cairo Durata: 1h:01 - Spettatori: ? | Tunisia | 3 - 0 | Senegal  | 25-10, 25-13, 25-18        |
| 8 settembre 2023 Stadio internazionale del Cairo, Il Cairo Durata: 1h:31 - Spettatori: ? | Ciad    | 3 - 1 | Gambia   | 24-26, 25-12, 25-22, 25-16 |
| 8 settembre 2023 Stadio internazionale del Cairo, Il Cairo Durata: 1h:02 - Spettatori: ? | Marocco | 3 - 0 | Mali     | 25-14, 25-10, 25-15        |
| 8 settembre 2023 Stadio internazionale del Cairo, Il Cairo Durata: 1h:19 - Spettatori: ? | Algeria | 3 - 0 | Ghana    | 25-22, 25-21, 25-20        |
| 8 settembre 2023 Stadio internazionale del Cairo, Il Cairo Durata: 1h:24 - Spettatori: ? | Egitto  | 3 - 0 | Kenya    | 25-17, 25-19, 27-25        |

##### Quarti di finale
| 9 settembre 2023 Stadio internazionale del Cairo, Il Cairo Durata: 1h:19 - Spettatori: ? | Algeria | 3 - 0 | Ruanda  | 25-18, 27-25, 25-16        |
| 9 settembre 2023 Stadio internazionale del Cairo, Il Cairo Durata: 1h:43 - Spettatori: ? | Tunisia | 1 - 3 | Camerun | 25-22, 20-25, 25-27, 17-25 |
| 9 settembre 2023 Stadio internazionale del Cairo, Il Cairo Durata: 1h:17 - Spettatori: ? | Marocco | 0 - 3 | Egitto  | 19-25, 23-25, 18-25        |
| 9 settembre 2023 Stadio internazionale del Cairo, Il Cairo Durata: 1h:22 - Spettatori: ? | Libia   | 3 - 0 | Ciad    | 25-20, 26-24, 25-17        |

##### Semifinali
| 11 settembre 2023 Stadio internazionale del Cairo, Il Cairo Durata: 2h:22 - Spettatori: ? | Algeria | 3 - 2 | Libia   | 18-25, 25-15, 33-35, 25-22, 15-11 |
| 11 settembre 2023 Stadio internazionale del Cairo, Il Cairo Durata: 1h:51 - Spettatori: ? | Egitto  | 3 - 1 | Camerun | 25-13, 25-23, 20-25, 29-27        |

##### Finale 3º posto
| 13 settembre 2023 Stadio internazionale del Cairo, Il Cairo Durata: 1h:48 - Spettatori: ? | Libia | 3 - 1 | Camerun | 22-25, 25-22, 25-23, 25-15 |

##### Finale
| 13 settembre 2023 Stadio internazionale del Cairo, Il Cairo Durata: 1h:56 - Spettatori: ? | Algeria | 1 - 3 | Egitto | 22-25, 18-25, 25-20, 22-25 |

#### Finale 5º e 7º posto
|  | Semifinali | Semifinali | Semifinali |         |    | Finale 5º posto | Finale 5º posto | Finale 5º posto |  |
|  |            |            |            |         |    |                 |                 |                 |  |
|  | 2D         | Ruanda     | 3          |         |    |                 |                 |                 |  |
|  | 2D         | Ruanda     | 3          |         |    |                 |                 |                 |  |
|  | 2B         | Ciad       | 0          |         |    |                 |                 |                 |  |
|  | 2B         | Ciad       | 0          |         | 2D | Ruanda          | 0               |                 |  |
|  |            |            |            |         | 2D | Ruanda          | 0               |                 |  |
|  |            |            | 1B         | Tunisia | 3  |                 |                 |                 |  |
|  | 1D         | Marocco    | 1B         | Tunisia | 3  | 0               |                 |                 |  |
|  | 1D         | Marocco    |            |         |    | 0               |                 |                 |  |
|  | 1B         | Tunisia    | 3          |         |    | Finale 7º posto | Finale 7º posto | Finale 7º posto |  |
|  | 1B         | Tunisia    | 3          |         |    |                 |                 |                 |  |
|  |            |            |            |         |    |                 |                 |                 |  |
|  |            |            |            |         |    | 2B              | Ciad            | 3               |  |
|  |            |            |            |         |    | 2B              | Ciad            | 3               |  |
|  |            |            |            |         |    | 1D              | Marocco         | 0               |  |

##### Semifinali
| 11 settembre 2023 Stadio internazionale del Cairo, Il Cairo Durata: 1h:17 - Spettatori: ? | Ruanda  | 3 - 0 | Ciad    | 25-21, 25-18, 25-20 |
| 11 settembre 2023 Stadio internazionale del Cairo, Il Cairo Durata: 1h:14 - Spettatori: ? | Marocco | 0 - 3 | Tunisia | 19-25, 15-25, 20-25 |

##### Finale 7º posto
| 12 settembre 2023 Stadio internazionale del Cairo, Il Cairo Durata: ? - Spettatori: ? | Ciad | 3 - 0 | Marocco | 25-0, 25-0, 25-0 |

##### Finale 5º posto
| 12 settembre 2023 Stadio internazionale del Cairo, Il Cairo Durata: ? - Spettatori: ? | Ruanda | 0 - 3 | Tunisia | 17-25, 18-25, 21-25 |

#### Finale 9º e 11º posto
|  | Quarti di finale | Quarti di finale | Quarti di finale |         |    | Semifinali | Semifinali | Semifinali |    |                  | Finale 9º posto  | Finale 9º posto  | Finale 9º posto |  |
|  |                  |                  |                  |         |    |            |            |            |    |                  |                  |                  |                 |  |
|  | 4C               | Ghana            | 3                |         |    |            |            |            |    |                  |                  |                  |                 |  |
|  | 4C               | Ghana            | 3                |         |    |            |            |            |    |                  |                  |                  |                 |  |
|  | 3B               | Tanzania         | 1                |         |    |            |            |            |    |                  |                  |                  |                 |  |
|  | 3B               | Tanzania         | 1                |         | 4C | Ghana      | 3          |            |    |                  |                  |                  |                 |  |
|  |                  |                  |                  |         | 4C | Ghana      | 3          |            |    |                  |                  |                  |                 |  |
|  |                  |                  | 3D               | Gambia  | 2  |            |            |            |    |                  |                  |                  |                 |  |
|  | -                | Bye              | 3D               | Gambia  | 2  | -          |            |            |    |                  |                  |                  |                 |  |
|  | -                | Bye              |                  |         |    |            |            |            |    |                  |                  |                  |                 |  |
|  | 3D               | Gambia           | -                |         |    |            |            |            |    |                  |                  |                  |                 |  |
|  | 3D               | Gambia           | -                |         | 4C | Ghana      | 2          |            |    |                  |                  |                  |                 |  |
|  |                  |                  |                  |         |    |            |            |            |    |                  |                  |                  |                 |  |
|  |                  |                  | 3C               | Kenya   | 3  |            |            |            |    |                  |                  |                  |                 |  |
|  | 4B               | Mali             | 3C               | Kenya   | 3  | 0          |            |            |    |                  |                  |                  |                 |  |
|  | 4B               | Mali             |                  |         |    | 0          |            |            |    |                  |                  |                  |                 |  |
|  | 3C               | Kenya            | 3                |         |    |            |            |            |    |                  |                  |                  |                 |  |
|  | 3C               | Kenya            | 3                |         | 3C | Kenya      | 3          |            |    | Finale 11º posto | Finale 11º posto | Finale 11º posto |                 |  |
|  |                  |                  |                  |         | 3C | Kenya      | 3          |            |    |                  |                  |                  |                 |  |
|  |                  |                  | 4D               | Senegal | 0  |            |            |            |    |                  |                  |                  |                 |  |
|  | 4D               | Senegal          | 4D               | Senegal | 0  | 3          |            |            | 3D | Gambia           | 0                |                  |                 |  |
|  | 4D               | Senegal          |                  |         |    |            |            |            | 3D | Gambia           | 0                |                  |                 |  |
|  | 3A               | Burundi          | 0                |         |    | 4D         | Senegal    | 3          |    |                  |                  |                  |                 |  |

##### Quarti di finale
| 9 settembre 2023 Stadio internazionale del Cairo, Il Cairo Durata: 1h:19 - Spettatori: ? | Senegal | 3 - 0 | Burundi  | 25-19, 27-25, 25-23        |
| 9 settembre 2023 Stadio internazionale del Cairo, Il Cairo Durata: ? - Spettatori: ?     | Ghana   | 3 - 1 | Tanzania | 19-25, 25-20, 25-16, 25-12 |
| 9 settembre 2023 Stadio internazionale del Cairo, Il Cairo Durata: 1h:09 - Spettatori: ? | Mali    | 0 - 3 | Kenya    | 24-26, 15-25, 23-25        |

##### Semifinali
| 11 settembre 2023 Stadio internazionale del Cairo, Il Cairo Durata: 1h:41 - Spettatori: ? | Ghana | 3 - 2 | Gambia  | 25-16, 19-25, 21-25, 25-16, 15-10 |
| 11 settembre 2023 Stadio internazionale del Cairo, Il Cairo Durata: ? - Spettatori: ?     | Kenya | 3 - 0 | Senegal | 25-14, 25-18, 25-23               |

##### Finale 11º posto
| 12 settembre 2023 Stadio internazionale del Cairo, Il Cairo Durata: 1h:18 - Spettatori: ? | Gambia | 0 - 3 | Senegal | 20-25, 21-25, 23-25 |

##### Finale 9º posto
| 12 settembre 2023 Stadio internazionale del Cairo, Il Cairo Durata: 1h:58 - Spettatori: ? | Ghana | 3 - 2 | Kenya | 19-25, 21-25, 25-18, 32-30, 14-16 |

#### Finale 13º posto
|  | Semifinali | Semifinali | Semifinali |         |    | Finale 13º posto | Finale 13º posto | Finale 13º posto |  |
|  |            |            |            |         |    |                  |                  |                  |  |
|  | 3B         | Tanzania   | -          |         |    |                  |                  |                  |  |
|  | 3B         | Tanzania   | -          |         |    |                  |                  |                  |  |
|  | -          | Bye        | -          |         |    |                  |                  |                  |  |
|  | -          | Bye        | -          |         | 3B | Tanzania         | 3                |                  |  |
|  |            |            |            |         | 3B | Tanzania         | 3                |                  |  |
|  |            |            | 3A         | Burundi | 1  |                  |                  |                  |  |
|  | 4B         | Mali       | 3A         | Burundi | 1  | 0                |                  |                  |  |
|  | 4B         | Mali       |            |         |    |                  |                  |                  |  |
|  | 3A         | Burundi    | 3          |         |    |                  |                  |                  |  |

##### Semifinali
| 11 settembre 2023 Stadio internazionale del Cairo, Il Cairo Durata: ? - Spettatori: ? | Mali | 0 - 3 | Burundi | 28-30, 19-25, 19-25 |

##### Finale 13º posto
| 12 settembre 2023 Stadio internazionale del Cairo, Il Cairo Durata: 1h:31 - Spettatori: ? | Tanzania | 3 - 1 | Burundi | 25-20, 22-25, 25-20, 25-16 |

## Classifica finale
| Pos | Squadra  | Rosa |
| --- | -------- | --- |
|     | Egitto   | Formazione: 3 Ellakany, 4 Salah, 6 Reda, 7 Noureldin, 9 Asran, 10 Masoud, 11 Afifi, 12 Abdalla, 13 El Mahdy, 14 Aly, 15 Seoudy, 17 Haikal, 18 Shafik, 22 Issa, CT: Gulinelli                                |
|     | Algeria  | Formazione: 1 Achouri, 2 Bouyoucef, 3 Kerboua, 4 Abderrahmane, 6 Oumessad, 8 Ikken, 9 Bourouba, 11 Hosni, 12 Amrat, 13 Ishaq, 14 Bouhoui, 18 Soualem, 19 Hamimes, 20 Dour, CT: Bernaoui                     |
|     | Libia    | Formazione: 1 Zariba, 3 Abulubaba, 4 Etaweel, 5 Rawiha, 6 Elmaarug, 9 Garwas, 10 Mousa, 11 Alwaddani, 12 Alfeetouri, 13 Alashlem, 14 Abulubaba, 15 Babani, 16 Abdelmalek, 18 Alghoul, CT: -                 |
| 4.  | Camerun  | Formazione: 1 Lindou, 2 Mbutngam, 5 Kofané, 6 Dolégombaï, 9 Bitouna, 10 Djakodé, 11 Brahim, 13 Monthe, 14 Wounembaina, 15 Kody, 16 Fossi, 18 Kavogo, 20 Voukeng, 22 Ayong, CT: -                            |
| 5.  | Tunisia  | Formazione: 2 Kadhi, 3 Ben Slimene, 4 Korbosli, 6 Ben Othmen, 7 Karamosli, 8 Ben Romdhane, 9 Agrebi, 10 Nagga, 12 M'rabet, 13 Mbarki, 15 Lasgher, 18 Bongui, 19 Bouguerra, 20 Hmissi, CT: Giacobbe          |
| 6.  | Ruanda   | Formazione: 1 Rwigema, 3 Ntanteteri, 5 Gisubizo, 7 Muvara, 8 Niyonshima, 9 Wicklif, 10 Nsabimana, 11 Kanamugiré, 12 Kwizera, 13 Ndahayo, 14 Sibomana, 15 Gatsinzi, 16 Irakozé, 18 Twagirayezu, CT: de Tarso |
| 7.  | Ciad     | Formazione: 1 Mapatah, 2 Yanhyabé, 3 Gaondi, 4 Djiteyna, 5 Djasrangar, 6 Assané, 7 BDjana, 8 Ndoubahidi, 9 Rarissingar, 10 Madjitouloum, 11 Lamaye, 12 Ngaryara, CT: -                                      |
| 8.  | Marocco  | Formazione: 3 Kabbaj, 4 Marchoud, 5 Ouafi, 6 Taoufiq, 7 En-Nakhai, 8 Ameur, 10 El-Gharrouti, 12 Aatata, 14 Ouyachi, 15 Lamri, 17 Saber, 19 Znati, CT: Montagnani                                            |
| 9.  | Kenya    | Formazione: 1 Juma, 2 Melly, 3 Maiyo, 4 Kimaru, 5 Kipkorir, 9 Kiplagat, 10 Chirchir, 11 Sayi, 13 Oduor, 14 Mogeni, 15 Mutero, 16 Misiko, 19 Nyabera, 20 Wechuli, CT: -                                      |
| 10. | Ghana    | Formazione: 1 Arthur, 2 Bawa, 3 Azumah, 4 Attom, 5 Ibrahim, 6 Benefo, 7 Gyamrah, 8 Tetteh, 9 Akan, 10 Mukaile, 11 Mohammed, 12 Amanor, 13 Aziks, 14 Anas, CT: -                                             |
| 11. | Senegal  | Formazione: 2 Ndiaye, 4 Seck, 5 Mbaye, 6 Mendy, 7 Cissé, 8 Badji, 9 Dième, 10 Mbengué, 11 Goudiaby, 12 Coly, 14 Vieira, 16 Mboup, 19 Samb, CT: -                                                            |
| 12. | Gambia   | Formazione: 1 Bah, 3 Ceesay, 4 Ngum, 5 Jarju, 6 Colley, 7 Mbaye, 8 Jawara, 9 Jahara, 10 Bah, 11 Kanyi, 12 Joof, 13 Jarju, CT: -                                                                             |
| 13. | Tanzania | Formazione: 2 Edward, 3 Hassan, 6 Mhandiki, 8 Khamissi, 9 Suligi, 10 Ramadhan, 12 Rabson, 13 Neeke, 14 Lazi, 15 Mohamed, 16 Mmari, 19 Manyengu, CT: -                                                       |
| 14. | Burundi  | Formazione: 2 Niyongabo, 3 Muhoza, 4 Mutoni, 5 Igiranéza, 6 Iteka, 7 Ishimwé, 8 Below, 9 J. Iradukunda, 10 E. Iradukunda, 11 Nikézé, 12 Kubuntu, 13 Iradukunda, 15 Nishimwe, 17 Girisinzi, CT: -            |
| 15. | Mali     | Formazione: 1 Diarra, 2 I. Konaté, 3 Dembélé, 4 Y. Konaté, 5 Kouma, 6 Sacko, 7 A. Konaté, 8 Cissé, 9 Diallo, 10 Ballo, 11 Doumbia, 12 S. Touré, 13 Mohamed, 14 A. Touré, CT: -                              |

## Premi individuali
| Premio                 | Nome               | Squadra |
| ---------------------- | ------------------ | ------- |
| MVP                    | Hossam Abdalla     | Egitto  |
| Miglior palleggiatrice | Hossam Abdalla     | Egitto  |
| Miglior opposto        | Ahmed Ikhbayri     | Libia   |
| Miglior schiacciatrice | Soufiane Hosni     | Algeria |
| Miglior schiacciatrice | Ahmed Shafik       | Egitto  |
| Miglior centrale       | Abdelrahman Seoudy | Egitto  |
| Miglior centrale       | Sem Dolégombaï     | Camerun |
| Miglior libero         | Ilyas Achouri      | Algeria |
| Miglior fair play      | Ahmed Salah        | Egitto  |